# Georg Ernst Stahl
Georg Ernst Stahl (Ansbach, 22 ottobre 1659 – Berlino, 24 maggio 1734) è stato un medico, fisico e chimico tedesco.

## Biografia
Ottenuta la laurea in medicina all'Università di Jena nel 1683, divenne il fisico di corte del duca Giovanni Ernesto III di Sassonia-Weimar nel 1687.
Dal 1694 al 1716 occupò la cattedra di medicina all'università di Halle, e fu in seguito nominato medico del re Federico Guglielmo I di Prussia a Berlino.
In chimica Stahl è ricordato soprattutto per la sua teoria del flogisto, i cui elementi essenziali, tuttavia, egli dovette a J.J. Becher (1635-1682). Propose inoltre una visione della fermentazione che per alcuni aspetti assomiglia a quella supportata da Justus von Liebig un secolo e mezzo più tardi.
In medicina, con la sua opera fondamentale intitolata Theoria medica vera (1708) sostenne un sistema animistico, in opposizione al meccanicismo di Herman Boerhaave e Friedrich Hoffmann. In seguito ebbe una polemica con Leibniz, che aveva sollevato delle questioni critiche su alcune tesi della Theoria stahliana.
Sthal distinse inoltre le malattie mentali in due tipologie, quelle causate da affezioni somatiche agli organi, da lui chiamate «simpatiche», ed altre denominate invece «patetiche» (idiopathischer), la cui origine egli riteneva psicogena, cioè da attribuire esclusivamente all'anima. Questa sua distinzione ebbe notevole influenza sullo sviluppo della psichiatria, oltre a renderlo un importante precursore della psicosomatica. 
Seguaci di questa sua classificazione furono psichiatri come Johann Gottfried Langermann.
Sthal riteneva tuttavia che l'anima fosse da valorizzare anche per il suo apporto alla guarigione, e che compito del medico fosse di aiutare questa forza intrinseca con cui la natura cercava di liberarsi dalla malattia. Per il suo animismo vitalista, fece da apripista alla medicina romantica.

## Scritti

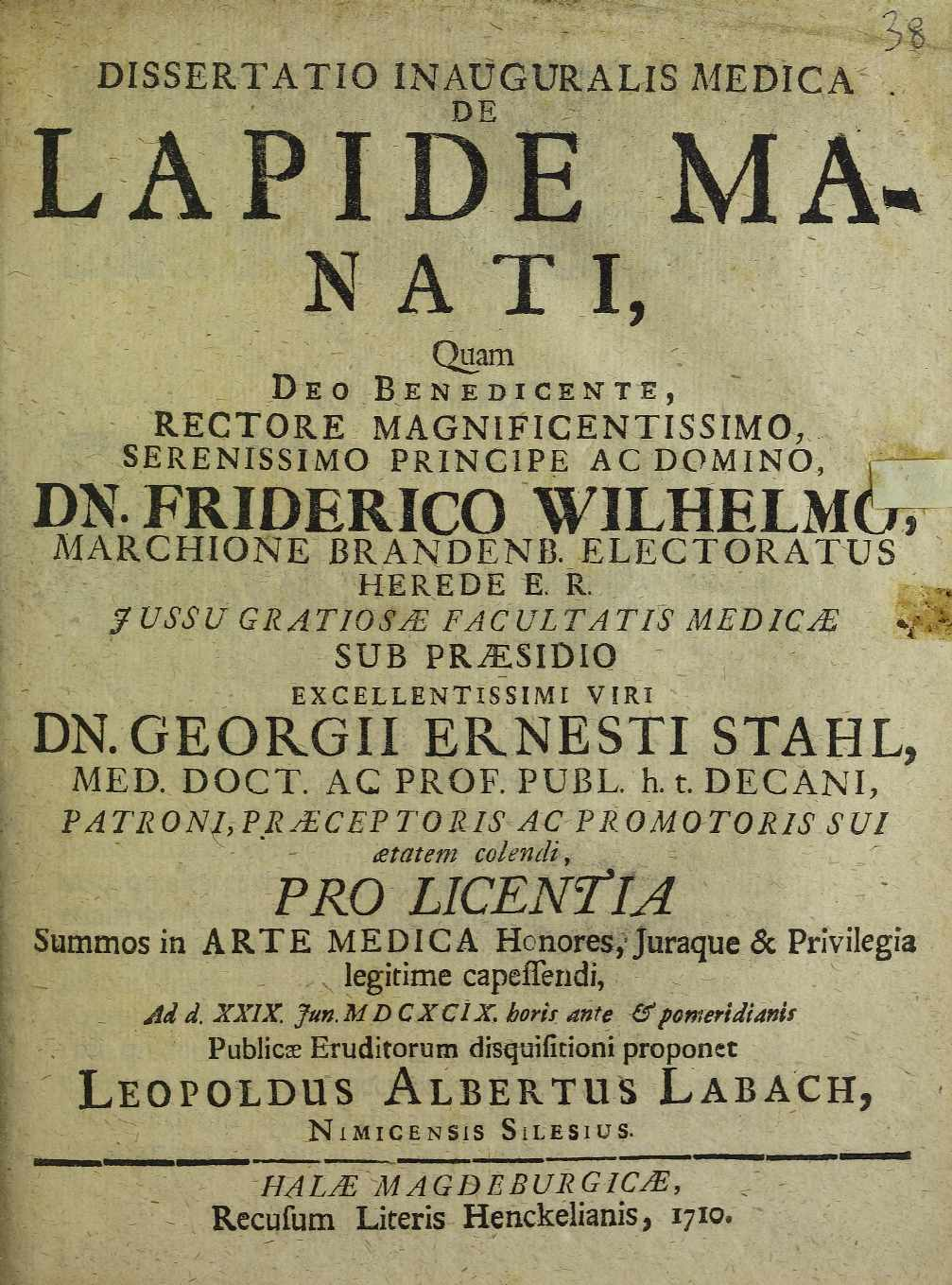
De lapide manati, 1710

Le più importanti delle sue numerose opere sono:
- Zymotechnia fundamentalis sive fermentationis theoria generalis (1697), che contiene l'ipotesi flogistica;
- (LA) De lumbricis terrestribus eorumque usu medico, Halle, Christian Henckel, 1698.
- Specimen Becherianum (1702);
- Theoria medica vera (1708), la sua opera maggiore;
- (LA) De lapide manati, Halle, Christian Henckel, 1710.
- Ars sanandi cum expectatione (1730).
- (LA) Experimenta, observationes, animadversiones, 300. numero, chymicae et physicae, Berlin, Ambrosius Haude, 1731.
- (LA) Fundamenta chymiae, vol. 2, Nürnberg, Wolfgang Moritz Endter, Erben & Julius Arnold Engelbrecht, Witwe, 1746.
- (LA) Fundamenta chymiae, vol. 3, Nürnberg, Wolfgang Moritz Endter, Erben & Julius Arnold Engelbrecht, Witwe, 1747.